# خوان جيراردو فلوريس راميريز
خوان جيراردو فلوريس راميريز (بالإسبانية: Juan Gerardo Flores Ramírez)‏ هو سياسي مكسيكي، ولد في 31 يوليو 1968. حزبياً، نشط في Ecologist Green Party of Mexico ‏. وقد انتخب عضو مجلس الشيوخ من المكسيك وانتخب عضو مجلس النواب المكسيك.